# Hans Jakob Gonzenbach
Hans Jakob (IV.) Gonzenbach, auch Johann Jakob Gonzenbach (* 24. März 1754 in Hauptwil; † 11. Juli 1815 in Winterthur) war ein Schweizer Politiker.

## Leben

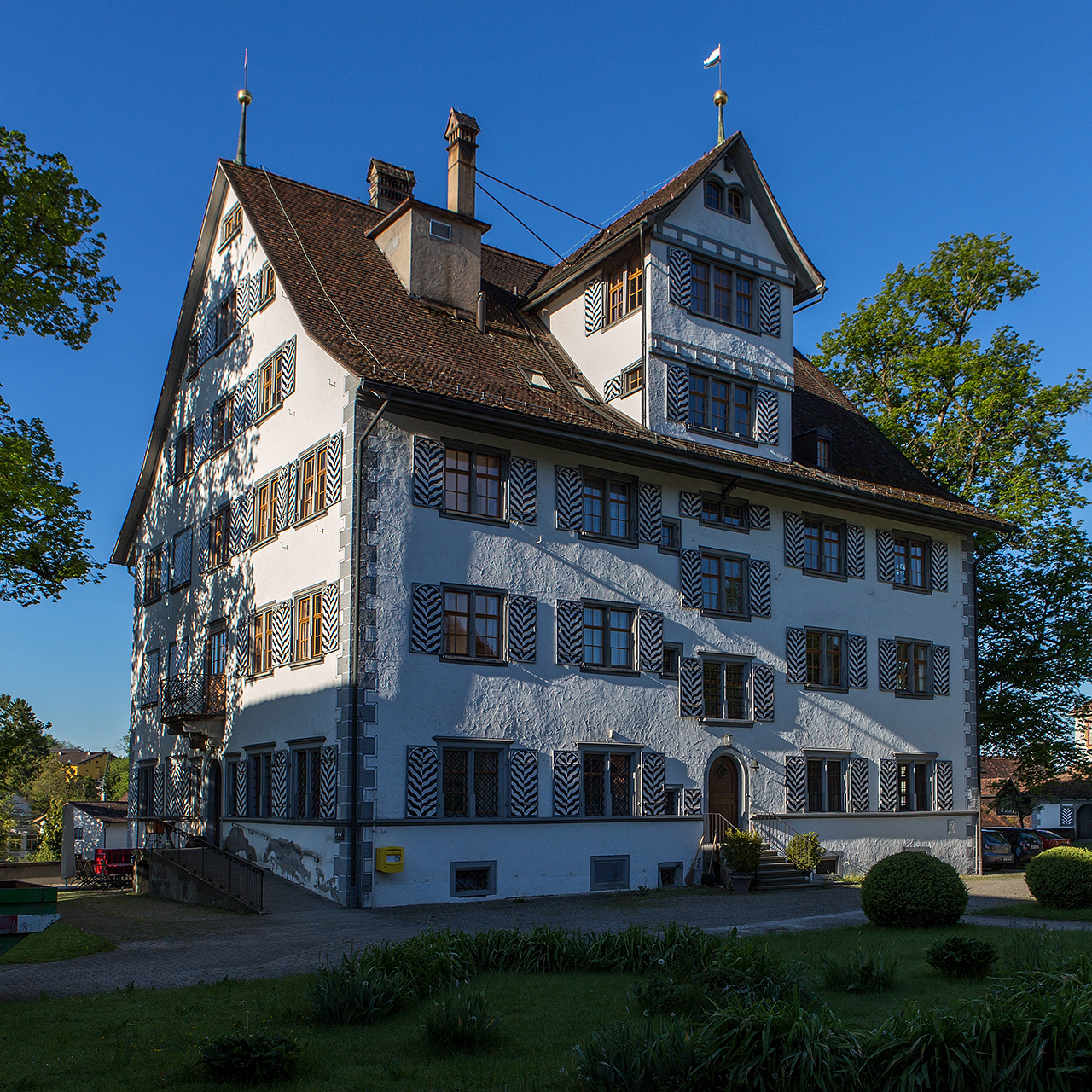
Schloss Hauptwil

### Familie
Hans Jakob Gonzenbach wurde im Schloss Hauptwil geboren und war der Sohn des gleichnamigen Gerichtsherrn und Leinwandhändlers Hans Jakob Gonzenbach (* 3. Februar 1719 in Hauptwil; † 20. April 1783 in ebenda) und dessen Ehefrau Sabine (* 8. Juni 1726 in St. Gallen; † 7. Februar 1809 in Hauptwil), Tochter von Niklaus Zollikofer (1677–1756); er hatte noch acht Geschwister, zu diesen gehörte unter anderem:
- Ursula Gonzenbach (* 8. Juni 1726 in St. Gallen; † 7. Februar 1809 in Hauptwil), der später das «Schlössli» und das Kaufhaus in Hauptwil gehörten; verheiratet mit Anton Gonzenbach (1751–1805), Gerichtsherr und Kaufmann; das Paar stellte 1801 den deutschen Dichter Friedrich Hölderlin als Hauslehrer für ihre jüngeren Töchter ein.

Sein Onkel war der Oberst und Festungsbauer Paul von Gonzenbach.
Er war seit 1777 mit  Margaretha Dorothea, Tochter von Johann Dietrich Zollikofer von Altenklingen (1717–1794), Besitzer des Schlosses Castell, verheiratet; die Ehe blieb kinderlos.

### Werdegang
Hans Jakob Gonzenbach erhielt, gemeinsam mit seiner älteren Schwester Ursula, privaten Schulunterricht beim Schlossgeistlichen Felix Waser (1722–1799).
Er begab sich auf eine Bildungsreise, eine Tour d‘Europe, die sich allerdings auf Frankreich und Italien beschränkte und reiste im September 1775 nach Marseille und blieb dort bis zum kommenden Frühjahr. Darauf reiste er nach Genua und im Herbst nach Mailand und Turin, suchte im Mai 1777 noch Venedig auf und kehrte dann zurück nach Hauptwil.
Nach dem Tod seines Vaters übernahm er die Leitung des Fideikommisses und war von 1783 bis 1798 Gerichtsherr von Hauptwil.
1798 wurde er Beisitzer im sogenannten Landeskomitee und von 1798 bis 1799 war er helvetischer Regierungsstatthalter des Kanton Thurgau.
Im Oktober 1799 flüchtete er ins Ausland, wo er sich dem Emigrantenregiment von Ferdinand Isaak de Rovéréa (1763–1829) anschloss. Nach seiner Rückkehr in die Heimat wurde er 1802 Mitglied der zweiten thurgauischen Interimsregierung, zog sich aber noch im gleichen Jahr aus der Politik zurück.
Dem politischen Niedergang folgte auch der wirtschaftliche, sodass er 1807 das verbliebene Fideikommiss, das bereits sein gleichnamiger Ururgrossvater Hans Jakob Gonzenbach (1611–1671) verfügt hatte, seinem jüngeren Bruder, dem Amtsrichter Daniel Gonzenbach (* 30. Oktober 1769 in Hauptwil; † 9. Oktober 1853) übertragen musste.

### Geschichtlicher Hintergrund und politisches Wirken
Hans Jakob Gonzenbach war vermögend und auch geistig und künstlerisch interessiert, kaufte astronomische und physikalische Instrumente, sammelte Kupferstiche und las Bücher und Zeitungen, wodurch er gut orientiert war über die Geschehnisse in Europa und über die von Frankreich ausgehenden Strömungen, die neue Massstäbe setzten.
Als der Färber Johann Joachim Brunschweiler ihn im Januar 1798 aufsuchte und ihm darlegte, dass man Schritte unternehmen müsse, um den Thurgau der Freiheit entgegenzuführen, da war der Gerichtsherr Hans Jakob Gonzenbach  sofort damit einverstanden und bot an, in einem «Plan» das Vorgehen festzulegen.
Er verfasste die Schrift Unmassgebliche Vorschläge eines Thurgöwischen Volksfreundes zur Erlangung der bürgerlichen Freyheit und Gleichheit und einer Volksregierung. Allen Freunden der Freyheit gewidmet zur reiflichen Überlegung. Die Schrift wurde am 23. Januar 1798 anonym gedruckt und unter der Hand verbreitet. In der Schrift wurden sechs Punkte vorgeschlagen:
- Religionsfreiheit für die beiden Konfessionen,
- Schutz von Leben und Eigentum aller Bewohner,
- Anschluss an den Bund der Eidgenossen,
- Bereitstellung von Truppen, damit unsre Revolution durch keine Gewalttätigkeiten oder Greueltaten befleckt würde,
- Wahl von Ausschüssen durch die acht Quartiere,
- Einberufung einer Landsgemeinde, die das Vorgehen gutheissen und Landesvorsteher wählen soll.

Dies gab den Anstoss zur thurgauischen Befreiungsbewegung. Angeregt durch die Schrift fand am 1. Februar 1798 in Weinfelden eine Volksversammlung statt, die das weitere Vorgehen beschloss. Am 3. Februar 1798 traten dort Ausschüsse der Quartiere zusammen, die Paul Reinhart zum Landespräsidenten und einen Inneren Ausschuss als Regierung bestimmten. Letzterer ersuchte am 8. Februar 1798 die acht regierenden beziehungsweise zehn am Hochgericht partizipierenden Orte, den Thurgau für frei zu erklären und ihn als Kanton in die Eidgenossenschaft aufzunehmen; hierzu erhielten die vier Deputierten Hans Jakob Gonzenbach, der Fabrikant Enoch Brunschweiler, Pfarrer Johann Conrad Ammann (* 1791) aus Ermatingen und der Säckelmeister Johann Ulrich Hanhart (1773–1835) aus Steckborn, den Auftrag, eine Bittschrift den zehn regierenden Orten zu überreichen.
Nach längerer Beratung bewilligte die am 26. Februar 1798 in Frauenfeld zusammengetretene Tagsatzung – die letzte, die dort stattfand – beide Gesuche; die Freilassungsurkunde der acht Orte, der Solothurn und Freiburg schriftlich zugestimmt hatten, wurde am 10. März 1798 ausgefertigt, jedoch auf den 3. März 1798 zurückdatiert.
Der Übergang zur Helvetik im April 1798 stiess kaum auf Widerstand; angesichts der militärischen Präsenz der Franzosen stellte sich die thurgauische Bevölkerung schnell auf die neuen Verhältnisse ein, zumal das Kantonsgebiet in seinen Rechten den ehemaligen regierenden Orten gleichgestellt schien. Die Helvetische Verfassung vom 12. April 1798 wurde von allen Gemeinden angenommen und am 23. August 1798 beschworen.
Am 28. April 1798 dankten Landespräsident und Innerer Ausschuss zugunsten der neuen helvetischen Behörden im Kanton ab; am 29. und 30. April erklärten die helvetischen Räte Frauenfeld zum Hauptort des neuen Kantons, der sich aus den Distrikten Arbon, Bischofszell, Frauenfeld, Gottlieben, Steckborn, Tobel und Weinfelden zusammensetzte; am 6. Juni 1800 kam Diessenhofen als achter Distrikt dazu.
Das Direktorium ernannte Johann Jakob Gonzenbach zum Kantons- oder Regierungsstatthalter und dieser hatte die in Aarau geschaffenen Gesetze zu verkündigen und zu vollziehen, alle kantonalen Behörden zu überwachen und für Ruhe und Sicherheit zu sorgen, dazu ernannte er die Präsidenten der Verwaltungskammer und des Kantonsgerichts und prüfte ihre Erlasse und Urteile. Er ordnete auch die Wahl der sieben Distriktsstatthalter und -gerichte an, wobei Diessenhofen, der achte Bezirk, erst am 6. Januar 1800 nach zweijähriger Zugehörigkeit zu Schaffhausen zum Thurgau dazukam.
Im Rahmen des Zweiten Koalitionskriegs wurden die Franzosen im Frühjahr 1799 von den Österreichern wieder aus der Ostschweiz gedrängt. Bis Ende September 1799 wurden unter der Leitung des weiterregierenden Hans Jakob Gonzenbach die vorrevolutionären staatsrechtlichen Strukturen (Gerichtsherrenstand, Quartiere) restauriert, nachdem dieser als Realpolitiker, zum Wohl seiner Heimat, früh Verbindung zum Erzherzog Karl von Österreich-Teschen aufgenommen hatte und nun die alten Zustände wiederherstellte. Er regierte weiterhin, aber nun im Sinne Österreichs.
Wegen des Widerstands aus der Bevölkerung und der Rückkehr der Franzosen nach der Zweiten Schlacht um Zürich vom 25. bis 26. September 1799, die die Zustände vom Sommer 1798 wiederherstellten, floh Hans Jakob Gonzenbach mit den Österreichern und ging im Oktober 1799 ins Exil. Das Direktorium klagte ihn des Verbrechens gegen die helvetische Nation an, enthob ihn seines Amtes und beschlagnahmte sein Vermögen. Er hielt sich daraufhin in Lindau, München, Augsburg und Erlangen auf.
Nachdem Frankreich und Österreich den Lunéviller Frieden geschlossen hatten, erliess das helvetische Direktorium eine Amnestie und gestattete dem einstigen Kantonsstatthalter, nach Hauptwil zurückzukehren.
Als Napoleon Bonaparte seine Truppen aus der Schweiz zurückrief und das Direktorium einem Landesausschuss die Geschäfte übergeben musste, wurde Hans Jakob Gonzenbach, gemeinsam mit Joseph Anderwert, zu Präsidenten einer provisorischen Regierung gewählt. Sie vertraten zunächst den Thurgau in Schwyz, wo eine Tagsatzung über die eidgenössische Zukunft beriet.
1802 lud Napoleon Abgeordnete nach Paris ein, um eine Verfassung zu schaffen, die den Föderalisten mehr entgegenkam, worauf Hans Jakob Gonzenbach sich aus der Politik zurückzog.

## Schriften (Auswahl)
- Unmassgebliche Vorschläge eines Thurgöwischen Volksfreundes zur Erlangung der bürgerlichen Freyheit und Gleichheit und einer Volksregierung. 1798.